# Gele Vloot
De Gele Vloot was een groep van vijftien schepen die van 1967 tot 1975 in het Suezkanaal gemeerd lag als gevolg van de Zesdaagse Oorlog. Beide uiteinden van het kanaal waren geblokkeerd door de Egyptenaren. De naam dankte de vloot aan hun gele uiterlijk dat veroorzaakt werd door het woestijnzand.
In juni 1967 voeren de vijftien schepen door het Suezkanaal naar het noorden. Op dat moment brak de Zesdaagse Oorlog tussen Egypte en Israël uit. De Israëli's veroverden de Sinaïwoestijn. De Egyptenaren blokkeerden vervolgens de uitgangen van het kanaal met behulp van zeemijnen en door een aantal schepen tot zinken te brengen. Veertien van de vijftien schepen lagen gemeerd bij het Grote Bittermeer, het breedste stuk van het kanaal. In de jaren daarna hield Israël de oostelijke oever bezet en Egypte de westelijke oever.
De vloot bestond uit Britse (4), West-Duitse (2), Poolse (2), Zweedse (2), Franse (1), Bulgaarse (1), Amerikaanse (2) en Tsjecho-Slowaakse (1) schepen. De officieren en bemanning van de verschillende gestrande boten werkten nauw met elkaar samen. Zo werden er filmvertoningen georganiseerd aan boord van het Bulgaarse schip Vasil Levsky, terwijl iedereen gebruik mocht maken van het zwembad aan boord van de Zweedse boot Killara. De bemanning werd vanaf 1969 teruggebracht tot een minimale bezetting.
Vanaf 1975 was het Suezkanaal weer open voor internationaal verkeer. Alleen de twee Duitse schepen Münsterland en Nordwind wisten op eigen kracht te vertrekken. Zij arriveerden in de haven van Hamburg waar meer dan dertigduizend mensen de beide schepen verwelkomden.